# Adrien Auzout
Adrien Auzout (Rouen, 28 de janeiro de 1622 - Roma, 23 de maio de  1691) foi um astrônomo e físico francês.

## Vida
Ele nasceu em Rouen, França, o filho mais velho de um funcionário da corte de Rouen. Sua formação educacional é desconhecida, embora possa ter frequentado o colégio jesuíta de Rouen. Adrien partiu para Paris durante a década de 1640, onde desenvolveu interesse pela astronomia e tornou-se conhecido no meio acadêmico. Em 1664-1665 ele fez observações de cometas, e argumentou em favor de suas órbitas elípticas ou parabólicas seguintes (nisto ele se opôs por seu rival Johannes Hevelius). Adrien foi brevemente um membro da Académie Royale des Sciences de 1666 a 1668 (ele pode ter saído devido a uma disputa) e membro fundador do Observatório de Paris. Ele foi eleito membro da Royal Society de Londres em 1666. Ele então partiu para a Itália e passou os 20 anos seguintes naquele país, morrendo finalmente em Roma em 1691. Pouco se sabe sobre suas atividades durante este período. último período.
Ele foi descrito como um bom oculista e fabricante de telescópios. Ele também disse ter tido problemas de saúde durante grande parte de sua vida.
Auzout fez contribuições em observações de telescópio, inclusive aperfeiçoando o uso do micrômetro. Ele fez muitas observações com grandes telescópios aéreos e é conhecido por considerar brevemente a construção de um enorme telescópio aéreo de 300 metros de comprimento que ele usaria para observar animais na Lua. Em 1647 ele realizou um experimento que demonstrou o papel da pressão do ar em função do barômetro de mercúrio. Em 1667-68, Auzout e Jean Picard anexaram uma mira telescópica a um quadrante de 38 polegadas e a usaram para determinar com precisão as posições na Terra.

## Publicações
- Lettre de M. Auzout du 17 juin à M. Petit, etc. (1665).
- Lettre à M. l'abbé Charles sur le « Ragguaglio di due nuove osservationi, etc. », da Giuseppe Campani, avec des remarques où il est parlé des nouvelles découvertes dans Saturne et dans Jupiter et de plusieurs choses curieuses touchant les grandes lunetes (1665)
- Réponse de Monsieur Hook aux considérations de M. Auzout, contenue dans une lettre écrite à l'auteur des « Philosophical Transactions », et quelques lettres écrites de part et d'autre sur le sujet des grandes lunetes. Traduite d'anglois (1665)
- Manière exacte pour prendre le diamètre des planètes (1667)
- Du Micromètre,  em Divers ouvrages de mathématiques et de physique, par MM. de l'Académie royale des sciences (1693)